# Allan Rich
Allan Rich (nascido Benjamin Norman Schultz; Nova Iorque, 8 de fevereiro de 1926 – Englewood, 22 de agosto de 2020) foi um ator, autor e ativista estadunidense.

## Biografia
Rich era um dos muitos alegados simpatizantes do comunismo na década de 1950 na lista negra de Hollywood. Também interpretou um juiz na série Hill Street Blues.
Morreu no dia 22 de agosto de 2020 em Englewood, aos 94 anos, em decorrência da demência.

## Carreira
| Cinema    | Cinema               | Cinema              | Cinema                    | Cinema  |
| Ano       | Filme                | Título em português | Personagens               | Notas   |
| --------- | -------------------- | ------------------- | ------------------------- | ------- |
| 1973      | Serpico              |                     | Dist. Atty. Herman Tauber |         |
| 1974      | The Gambler          |                     | Bernie                    |         |
| 1978      | Uncle Joe Shannon    |                     | Dr. Clark                 |         |
| 1979      | Voices               |                     | Montrose Meier            |         |
| 1979      | The Frisco Kid       |                     | Sr. Bialik                |         |
| 1980      | Hero at Large        |                     | Marty Fields              |         |
| 1980      | Leo and Loree        |                     | Jarvis                    |         |
| 1982      | Eating Raoul         |                     | Nazista                   |         |
| 1982      | The Entity           |                     | Dr. Walcott               |         |
| 1982      | Frances              |                     | Sr. Bebe                  |         |
| 1984      | Kidco                |                     | Jim Clark                 |         |
| 1986      | Bad Guys             |                     | Luigi Constantine         |         |
| 1989      | Another Chance       |                     | J.R. Jacobs               |         |
| 1989      | Checking Out (1989)  |                     | Dr. Haskell               |         |
| 1990      | Betsy's Wedding      |                     | Nate Tobias               |         |
| 1994      | Quiz Show            |                     | Robert Kintner            |         |
| 1994      | Disclosure           |                     | Ben Heller                |         |
| 1995      | Two Much             |                     | Reverendo Larrabee        |         |
| 1996      | Jack (filme)         |                     | Dr. Benfante              |         |
| 1996      | The Rich Man's Wife  |                     | Bill Adolphe              |         |
| 1997      | Out to Sea           |                     | Sebastian                 |         |
| 1997      | Amistad (filme)      |                     | Juiz Juttson              |         |
| 1998      | A League of Old Men  |                     | Juiz                      | Diretor |
| 1998      | Malaika              |                     | Consumidor da Sal's Pizza |         |
| 1999      | The Dogwalker        |                     |                           |         |
| 2001      | Skippy               |                     | Gordan Gates              |         |
| 2002      | The Burial Society   |                     | Hy Leibowicz              |         |
| 2003      | Intoxicating         |                     |                           |         |
| 2006      | The Alibi            |                     | Klump                     |         |
| 2007      | Man in the Chair     |                     | Speed                     |         |
| 2007      | The Memory Thief     |                     | Zvi                       |         |
| 2007      | Rise: Blood Hunter   |                     | Harrison                  |         |
| 2007      | My Sexiest Year      |                     | Papa                      |         |
| 2008      | The Last Word        |                     | Francis                   |         |
| 2010      | Rain from Stars      |                     | Old John                  |         |
| Televisão |                      |                     |                           |         |
| Ano       | Título               | Personagens         | Notes                     |         |
| 2004      | Curb Your Enthusiasm | Solly               |                           |         |
| 2010      | House M.D.           | Sidney              |                           |         |